# Farbenheit
Farbenheit – studyjny album polskiego zespołu punkrockowego Farben Lehre, wydany we wrześniu 2005 przez wytwórnię Rockers Publishing. Dodatkowo wydawnictwo zawiera dwa teledyski do utworów pochodzących z wcześniejszych płyt: Nowe helikoptery i Pozytywka oraz zapis wideo czterech piosenek pochodzących z koncertu, jaki zespół dał 20 listopada 2004 w Krakowie.

## Lista utworów
1. „Terrorystan” – 3:01
2. „Pogodna” – 3:32
3. „Szwajcaria” – 2:53
4. „Kolory” – 4:08
5. „Złodzieje” – 2:56
6. „Pod wiatr” – 2:43
7. „Siła w nas (Strajk)” – 3:21
8. „Hop Hop” – 3:21
9. „Diabeł” – 3:05
10. „Ulice milczą” – 2:46
11. „Punky Reggae Live” – 3:29
12. „Kwiaty (Cela nr 3)” – 2:48
13. „Farbenheit” – 3:20

utwory bonusowe
1. „Nowe helikoptery” (teledysk)
2. „Pozytywka” (teledysk)
3. „Somebody put something in my drink” (z repertuaru Ramones) (Video Live)
4. „Handel” (Video Live)
5. „Judasz” (Video Live)
6. „Nierealne ogniska” (Video Live)

## Twórcy
- Wojciech Wojda – śpiew, teksty
- Konrad Wojda – gitara, śpiew
- Filip Grodzicki – bas, śpiew
- Adam Mikołajewski – perkusja

gościnnie
- Magda Rutkowska (Rain of Sorrow) – śpiew (4)
- Edyta Kupryjaniuk – chórki (2, 11)
- Kasia Rudnicka – chórki (2, 11)
- Marek Makles (Habakuk) – instrumenty klawiszowe (4, 8, 11)
- Michał Wojnar (Zabili Mi Żółwia) – chórki (7, 12)
- Wojciech Homa (Zabili Mi Żółwia) – akordeon (2)
- DJ Beny – scratch (8)

- Realizacja dźwięku: Szymon Czech, Andrzej Puczyński, Bogdan Kuźmiński
- Projekt okładki: Paweł Biskup